# 道格拉斯岛

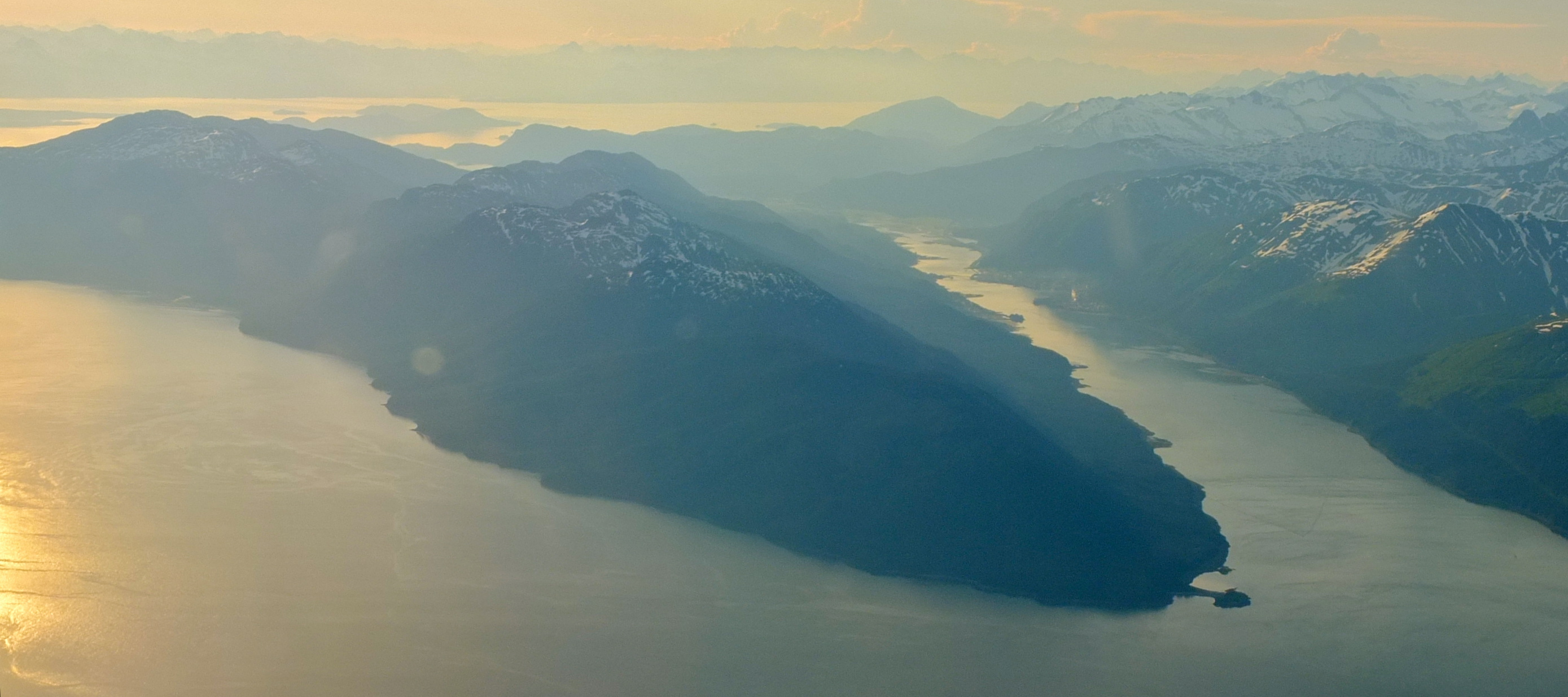
道格拉斯島（左）與朱諾市區（右）隔著加斯蒂諾海峽

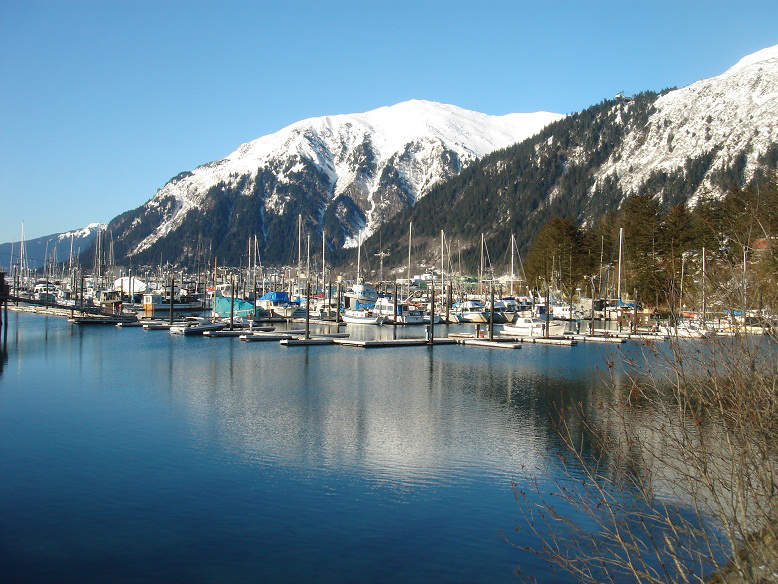
道格拉斯港，背后是朱诺山

道格拉斯岛（Douglas Island），美国阿拉斯加州岛屿，位于58°16′0″N 134°28′0″W，阿德默勒尔蒂岛以东，面积199.243平方公里，总人口5,297（2000年）。道格拉斯岛与朱诺市区隔加斯蒂诺海峡相望。道格拉斯岛行政上是朱诺市的一部分。朱诺主城区与道格拉斯岛之间有朱诺-道格拉斯大桥相连。岛上有沙滩，矿山，图书馆，加斯蒂诺小学，剧场，煤气站，几个酒吧和餐厅，滑雪场和一个直升机停机坪。朱诺-道格拉斯大桥建于1935年，1980年重建。道格拉斯岛得名于索尔兹伯里主教约翰·道格拉斯（1721年–1807年）。